# Pośrednia Garajowa Ławka
Pośrednia Garajowa Ławka (niem. Mittlere Garai-Scharte, słow. Prostredná Garajova lávka, węg. Középső-Garai-rés) – jedna z licznych przełęczy w Grani Hrubego w słowackich Tatrach Wysokich. Oddziela Pośrednią Garajową Turnię na południowym wschodzie od Skrajnej Garajowej Turni na północnym zachodzie. Znajdująca się w niej kilkunastometrowej wysokości turniczka powoduje, że przełęcz ma dwa siodełka (zadziwiająco częste zjawisko w przełęczach grani Hrubego – uwaga W. Cywińskiego). Do Niewcyrki na południowy zachód opada z przełęczy płytki, trawiasto-piarżysty żleb. Uchodzi on około 150 m poniżej grani do wielkiej depresji Skrajnej Garajowej Ławki. Na północ, do Doliny Hlińskiej, spod przełęczy również opada żleb, ale znacznie bardziej stromy i wyższy; jego deniwelacja wynosi około 600 m. Jego najniższa część to wciąż tworzące się, żywe piarżysko z olbrzymimi głazami, będące przedłużeniem Garajowej Zatoki. W środkowej części żleb przegrodzony jest progiem o wysokości około 40 m.
Pośrednia Garajowa Ławka to przedostatnia na północny zachód przełączka w Grani Hrubego i zarazem środkowa z trzech Garajowych Ławek (pozostałe to Zadnia Garajowa Ławka i Skrajna Garajowa Ławka), których nazwy – podobnie jak nazwy Garajowych Turni – pochodzą od niedalekiej Dolinki Garajowej, a tej z kolei, jak i wielu innych obiektów w tym rejonie Tatr, od nazwiska niejakiego Garaja, wspólnika Juraja Jánošíka.  Utworzył je Witold Henryk Paryski w 8. tomie przewodnika wspinaczkowego.

## Taternictwo
Pierwszego wejścia dokonali przy przejściu granią Józef Bajer, Stanisław Konarski i Ignacy Król 4 sierpnia 1906 r.
Przełęcz nie jest dostępna żadnymi znakowanymi szlakami turystycznymi. Dozwolone jest taternikom przejście granią i wspinaczka od strony Doliny Hlińskiej. Niewcyrka jest obszarem ochrony ścisłej TANAP-u z zakazem wstępu.

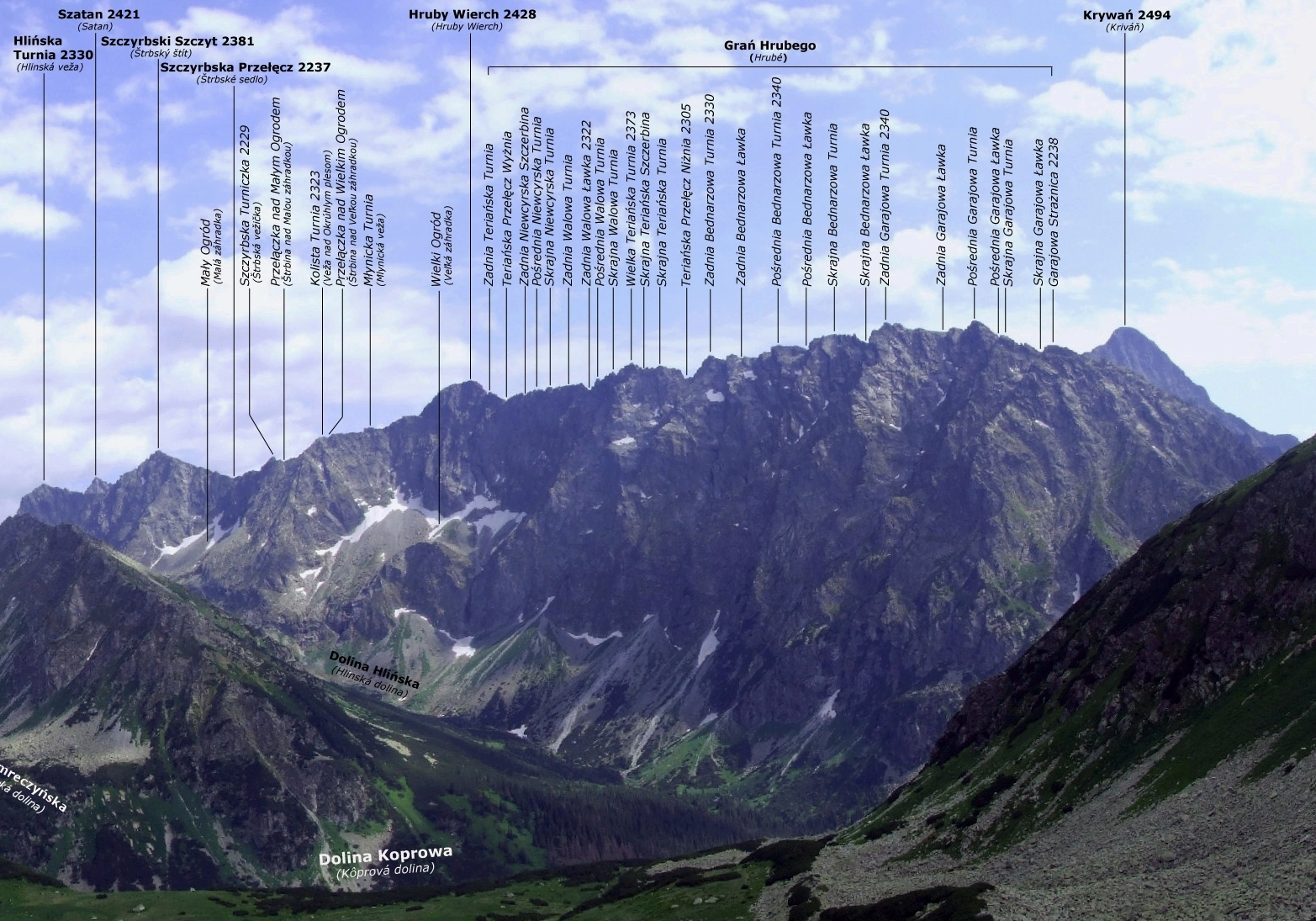
Widok z Zaworów
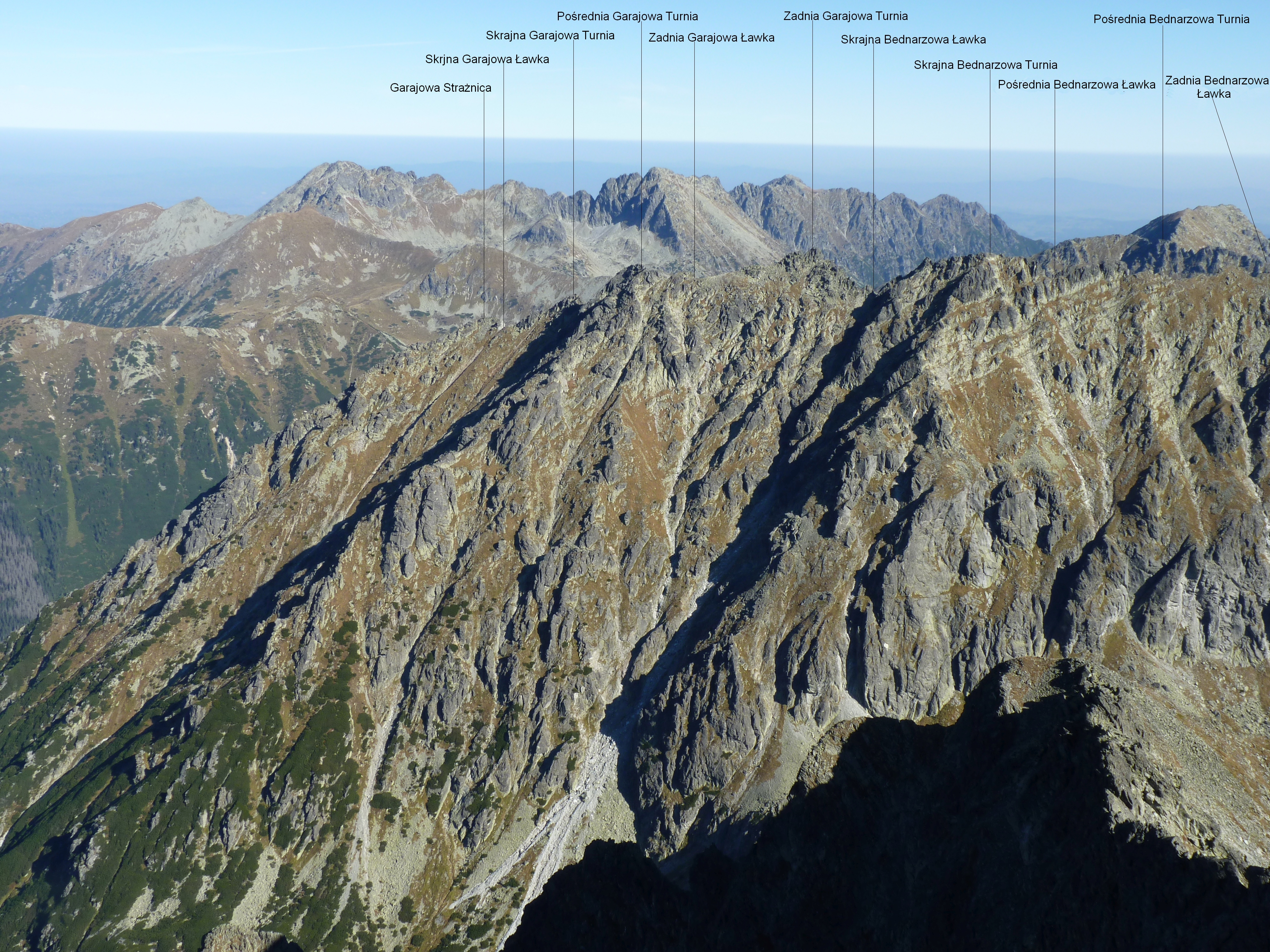
Widok z Krywania